# Agàfia Gavrílova
Agàfia Gavrílova (Txuvàixia, 7 de febrer de 1878 - Kazan, 7 d'octubre de 1918), de nom complet amb patronímic Agàfia Gavrílovna Gavrílova (rus i txuvaix: Агафья Гавриловна Гаврилова), fou una periodista, membre del moviment nacionalista txuvaix i activista per la igualtat de les dones.
Va néixer en un poble de l'uiezd de Xupaixkar. Va graduar-se a l'escola txuvaixa de mestres de Simbirsk. Quan treballava de professora a l'escola del poble de Turi Çatkas (al sud de l'actual Txuvàixia), va ser suspesa de feina per propagar idees tolstoianes. Va traslladar-se a Kazan, on va treballar com a comptable. En reprendre's la publicació al diari txuvaix Hıpar, tancat per les autoritats el 1907, aquesta vegada com a òrgan de la secció txuvaixa de la Unió de les Petites Nacionalitats del Volga, Gavrílova va començar a treballar-hi. El juny va adherir-se al Partit Socialista Revolucionari. El mateix mes va organitzar la Unió de Dones Txuvaixes. L'agost va esdevenir secretària de la junta de la Societat Nacional Txuvaix, organització que va agafar l'edició de Hıpar. Això succeí quan la legió txecoslovaca i el Komutx va ocupar Kazan, moment en què Gavrílova esdevingué la redactora de Hıpar. L'Exèrcit Roig, però, prengué Kazan el mes següent i Gavrílova va ser afusellada per la Txekà.